# محوطه باستانی آتاپوئرکا
محوطه باستانی آتاپوئرکا (اسپانیایی: Sitio arqueológico de Atapuerca‎) یک محوطه باستانی در استان بورگس واقع در شمال اسپانیا است و به دلیل شواهدی از سکونت اولیه انسانیان مورد توجه بوده است. قطعات استخوانی مربوط به حدود ۸۰۰٬۰۰۰ سال پیش، که در غار گران دولینا در آنجا یافت شد، قدیمی‌ترین شواهد شناخته شده از سکونت انسان‌ها در اروپای غربی و آدم‌خواری در هر نقطه از جهان را ارائه می‌دهد.
این محوطه باستانی در سال ۲۰۰۰ در فهرست میراث جهانی قرار گرفت.